# Hans Ettlin
Hans Ettlin (* 10. März 1945 in Kerns) ist ein ehemaliger Schweizer Kunstturner.
Der für den Turnverein Bern-Berna startende Ettlin nahm an den Olympischen Spielen 1968 in Mexiko-Stadt und 1972 in München teil. In sämtlichen Wettkämpfen an Einzelgeräten gelang ihm dabei nie eine Finalqualifikation, ausser im Einzelmehrkampf 1968, den er letztlich auf dem 29. Platz beendete. Mit der Mannschaft wurde er 1968 Neunter, vier Jahre darauf schloss er mit ihr den Mehrkampf auf dem elften Platz ab.